# Pongrácovsko-forgáčovský palác
Pongrácovsko-forgáčovský palác je budova v Košicích na Hlavní ulici.

## Historie
Šlechtický palác vystavěný v empírovém slohu pochází ze začátku 19. století. V tympanonu je sdružený erb rodů Pongráců a Forgáčů. Palác prošel mnoha úpravami, největší z nich byla v roce 1940, kdy byla vystavěna dvorana pro potřeby banky.

## Majitelé a uživatelé budovy
Hrabě Anton Forgáč se po porážce maďarské revoluce dostal do čela císařské civilní správy v Košicích. Později palác nabídl viceprezidentovi místodržitelského oddělení v Košicích Kristiánovi Kočovi. Od roku 1878 sídlilo v paláci tzv. pánské kasino, které sdružovalo maďarskou župní šlechtu. V roce 1940 byl prostor dvora zastřešen a byla vytvořena dvorana pro banku. V 50. letech zde sídlil Svaz československo-sovětského přátelství a později se sem nastěhovala i Státní vědecká knihovna Košice, která zde sídlí dodnes.